# Volkswagen Typ 4
Volkswagen Typ 4 — семейство западногерманских заднемоторных семейных легковых автомобилей среднего класса (Mittelklasse), выпускавшихся на заводе Volkswagen в городе Вольфсбург с 1968 по 1974 год.
Состояло из двух моделей: VW 411 (1968—1972) и рестайлинговой VW 412 (1972—1974), с кузовами двух- и четырёхдверный фастбэк-седан и трёхдверный универсал (Variant), а также — различными вариантами комплектации.
Variant имел редчайший тип кузова — заднемоторный универсал. Автомобиль имел два багажника: один спереди, как у всех заднемоторных автомобилей, а второй — сзади, как у обычных, переднемоторных универсалов. Оппозитный двигатель с горизонтальными цилиндрами был плоским, по высоте не более запасного колеса, и размещался под полом багажника. Эта конструкция и позволила создать автомобиль с двумя багажниками, имеющими большой суммарный объём. Использовать автомобиль можно было очень гибко — обычные малогабаритные грузы загружать в передний багажник, а объёмные — назад. К тому же, как у всех универсалов, задние сиденья можно было сложить, ещё больше увеличив суммарный объём багажников.
Автомобиль был попыткой Volkswagen избавиться от имиджа производителя дешёвых и примитивных машин, перейдя в более высокий класс среднеразмерных семейных седанов. Это был первый Volkswagen, имевший несущий кузов, четыре двери, полностью автоматическую коробку передач, гидропривод сцепления, переднюю подвеску типа «макферсон» и заднюю с не меняющимся развалом колёс. Модель «412 E/LE» получила двигатель с электронным впрыском топлива Bosch D-Jetronic — один из первых серийных автомобилей с такой топливной аппаратурой.
Однако, автомобиль оказался излишне дорог — превосходя по цене такие аналоги, как Fiat 125, Renault 16, Audi 80, Ford Taunus 17M или Opel Rekord 1700L, по результатам сравнительного теста журнала Auto, Motor und Sport он уступал им по потребительским свойствам. Разочаровывающими оказались также уровень отделки и дизайн автомобиля. Топливная аппаратура впрыскового двигателя, ко всему, оказалась не слишком надёжной.
К тому же, благодаря активно циркулировавшим слухам публика ждала от Volkswagen принципиально нового автомобиля, с передним приводом и двигателем водяного охлаждения. В своём же настоящем виде, Typ 4 был воспринят как очередная вариация на избитую тему Beetle, и популярностью не пользовался, что и сказалось на сравнительно быстром прекращении производства модели после выпуска 367 728 экземпляров. В Германии машину называли «Vier Türen elf Jahre zu spät» — «четыре двери, опоздавшие на одиннадцать лет».
При этом, несмотря на концептуальную схожесть со знаменитым Volkswagen Beetle, Typ 4 на практике представлял собой независимую, выполненную «с нуля» разработку, практически не имевшую общих деталей и конструктивных решений с VW Typ 1. Двигатель Typ 4 впоследствии использовался на коммерческом автомобиле Volkswagen Transporter и спорткаре Porsche 914.
Семейство «411» — «412» считается предшественником существующего как модель до сих пор Volkswagen Passat, хотя последний был построен по совершенно иной компоновке — передний привод с продольным расположением силового агрегата, и унифицирован с Audi 80 B1.